# Лобан, Дмитрий Валентинович
Дмитрий Валентинович Лобан (бел. Дзмітрый Валянцінавіч Лобан; р. 3 мая 1981) — белорусский паралимпийский лыжник и биатлонист, бронзовый призёр Паралимпиады в Ванкувере, дважды серебряный призёр Паралимпиады в Пхёнчхане, завоевал медали Кубка мира. Муж лыжницы Лидии Графеевой. Выступает в классе LW12.

## Биография
Уроженец деревни Гончары Брестской области. Окончил ПТУ, в прошлом работал строителем и занимался сельскохозяйственными работами в деревне. В возрасте 22 лет в результате несчастного случая попал под поезд, в результате чего врачи вынуждены были ампутировать ему ноги ниже колена. После программы реабилитации, пройденной в минском спортивно-оздоровительном центре реабилитации инвалидов, Дмитрий занимался танцами на колясках и даже стал чемпионом страны.
Позже Дмитрий занимался гонками на инвалидных колясках и стал сильнейшим в Беларуси, а в 2007 году увлёкся лыжными гонками. На первых соревнованиях занял 12-е место среди 40 участников. Дважды финишировал 4-м на чемпионате мира в Финляндии, а на свой второй год занятий попал на пьедестал на соревнованиях в Швеции. Обладатель Серебряного глобуса 2009 года по итогам Кубкового сезона как обладатель 2-го места в общем зачёте. В 2010 году впервые одержал победу на этапе Кубка мира по лыжным гонкам во Франции, а на зимних Паралимпийских играх в Ванкувере завоевал свою первую награду в лыжных гонках — бронзовую медаль в гонке классическим стилем на 10 км. Дмитрий выступал в Ванкувере с серьёзной травмой, полученной по ходу соревнований. После завоевания бронзовой медали он был удостоен у себя на родине награды «За волю к победе».
В 2014 году на Играх в Сочи Дмитрий, тренировавшийся под руководством Юрия Бузанова, был заявлен в лыжные гонки и биатлонные соревнования. Он выступал в лыжном спринте на 1 км, но не попал даже в полуфинал, а на лыжной дистанции 10 км занял 11-е место и тем самым остался без наград в лыжном спорте. В биатлоне он соревновался на дистанциях 7,5 км (6-е место), 12,5 км (8-е место) и 15 км (7-е место).
В 2018 году на Олимпиаде в Пхенчхане Дмитрий, будучи капитаном паралимпийской сборной Беларуси, завоевал серебряную медаль в биатлонной гонке на 7,5 км. Он выиграл также серебряную медаль и в лыжном спринте, показав одинаковое время в спринте с американцем Эндрю Соулом, но уступив по результатам фотофиниша.
Супруга — Лидия Графеева, паралимпийская лыжница. С ней Дмитрий познакомился на сборе в протезном госпитале, где Лидия проходила реабилитацию после полученной в аварии травмы.